# Thiacidas meii
Thiacidas meii is een vlinder uit de familie uilen (Noctuidae). De wetenschappelijke naam van deze soort is voor het eerst geldig gepubliceerd in 2007 door Hacker & Zilli.
De soort komt voor in tropisch Afrika.